# Черноморский округ (СССР)
Черноморский округ — административно-территориальная единица в РСФСР на западе Северного Кавказа, существовавшая в 1920—1930 годах. Центр округа — город Новороссийск.

## История
Черноморский округ был образован 11 мая 1920 года в составе Кубано-Черноморской области на территории бывшей Черноморской губернии. Центром округа был назначен город Новороссийск. Первоначально округ делился на 8 волостей: Адлерскую, Гагринскую, Геленджикскую, Джубгскую, Лазаревскую, Новороссийскую, Сочинскую и Туапсинскую.
30 июня 1920 года Гагринская волость была передана Сухумскому округу Грузии, а округ был разделен на 2 отдела: Новороссийский и Туапсинский.
20 ноября 1920 года после ликвидации Таманского отдела к Черноморскому округу были присоединены город Анапа с прилегающими поселениями. На этой территории была образована Анапская волость Новороссийского отдела.
18 мая 1922 года Новороссийский и Туапсинский отделы были упразднены, волости вошли в прямое подчинение округу.
26 января 1923 года округ был разделен на 5 районов: Анапский, Геленджикский, Новороссийский, Сочинский, Туапсинский.
2 июня 1924 года Черноморский округ вошел в состав Юго-Восточной области, с 16 ноября 1924 года — в составе Северо-Кавказского края.
В сентябре 1924 года из части территории Туапсинского района был образован Шапсугский национальный район с центром в городе Туапсе.
10 октября 1925 года из Кубанского округа в Черноморский был передан Крымский район.
27 февраля 1930 года из части территории Крымского района и Абинского района Кубанского округа был образован Греческий национальный район с центром в городе Крымск.
30 июля 1930 Черноморский округ, как и большинство остальных округов СССР, был упразднён. Его районы отошли в прямое подчинение Северо-Кавказского края.

## Население
Население округа в 1926 году составляло 291 437 человек (в том числе городское — 112 467 чел.). Из них: украинцы — 37,5%; русские — 34,7%; армяне — 10,0%; греки — 5,5%; молдаване — 2,2%; белорусы — 1,8%; черкесы — 1,5%; грузины — 1,3%; немцы — 1,1%.